# Llengües Delta Cross
Les llengües Delta Cross són les llengües que formen part d'una subfamília lingüística de les llengües del riu Cross, que al seu torn són llengües Benué-Congo.
L'ethnologue ha xifrat un total de 59 llengües que pertanyen a aquesta sub-família lingüística. Aquestes pertanyen a quatre grups lingüístics: les llengües Central Delta (9 llengües), les llengües del baix Cross (23 llengües), les llengües de l'alt Cross (22 llengües) i les llengües ogoni (5 llengües). Totes aquestes llengües es parlen a Nigèria, sobretot al sud i al sud-est del país.